# Jongno Tower
La Jongno Tower ou Jong-ro Tower (en coréen : 종로타워 en hangeul) est un gratte-ciel de 132 mètres de hauteur construit de 1990 à 1999 à Séoul en Corée du Sud.
L'édifice est composé de 24 étages desservis par huit ascenseurs.
De style "expressionnisme structural", ou "style high-tech, c'est l'un des gratte-ciel les plus originaux de Corée du Sud.
L'immeuble a été conçu par l'agence d'architecture uruguayenne Rafael Viñoly Architects et l'agence coréenne Samoo Architects & Engineers. 
La Jongno Tower a reçu une médaille d'or pour sa conception architecturale par la ville de Séoul en l'an 2000.